# Refuge de Cabana Sorda
Le refuge de Cabana Sorda est un refuge d'Andorre situé dans la paroisse de Canillo à une altitude de 2 295 ou 2 297 m,.

## Toponymie
Cabana désigne en catalan une « cabane » construite par les bergers dans les estives. Sorda s'emploie pour désigner un endroit encaissé.

## Randonnée
Inauguré en 1981 et propriété du Govern d'Andorra,, le refuge est ouvert toute l'année, et possède une capacité d'accueil de 20 personnes,.
Le refuge est situé dans la vallée d'Incles, à une centaine de mètres au sud de l'estany de Cabana Sorda et immédiatement à l'est du riu de Cabana Sorda. Il se trouve sur le trajet du GRP, un sentier de randonnée formant une boucle de 120 km au travers de l'Andorre, ponctué de refuges.

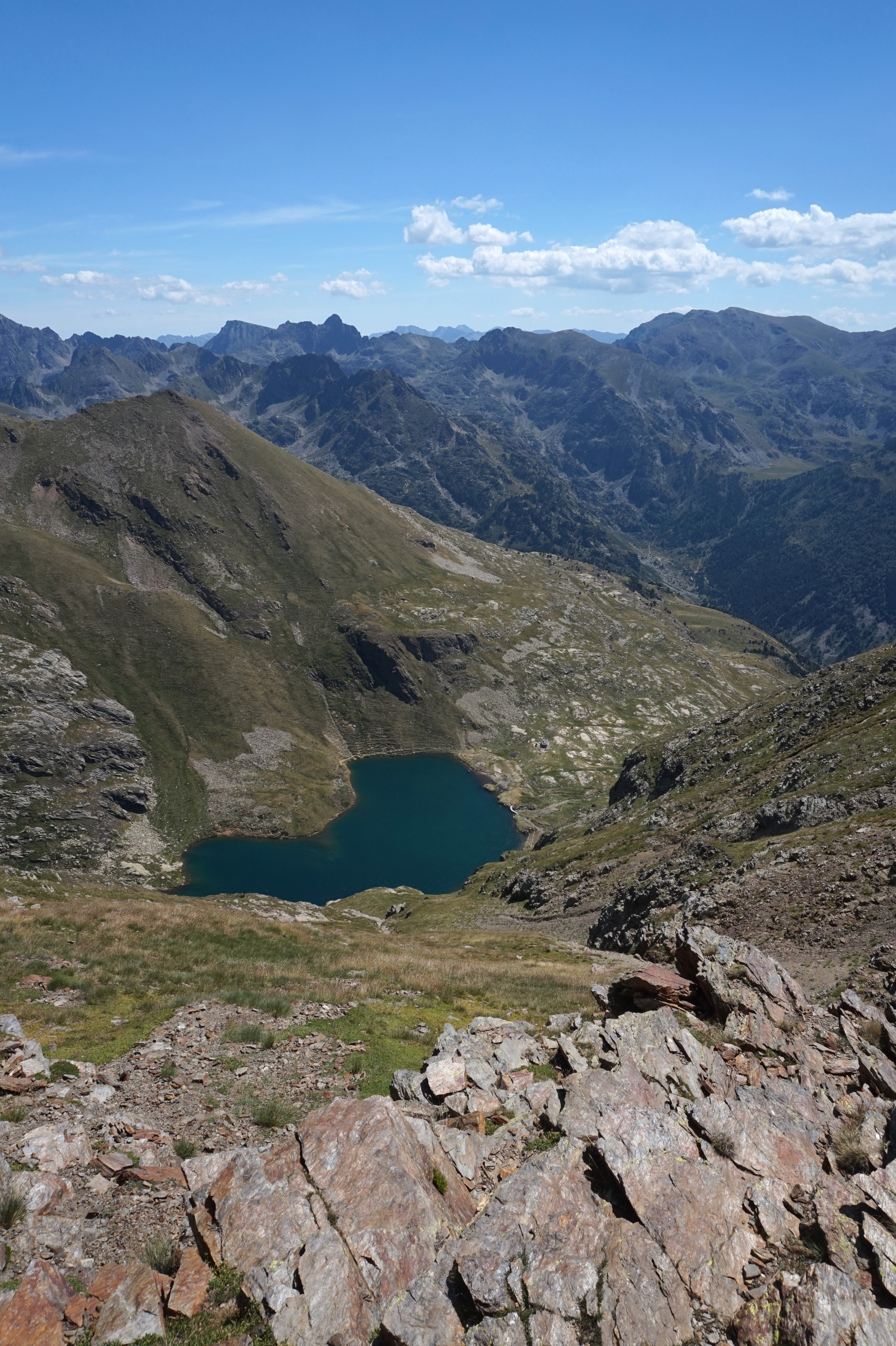
Le refuge est visible à proximité de la rive sud du lac.
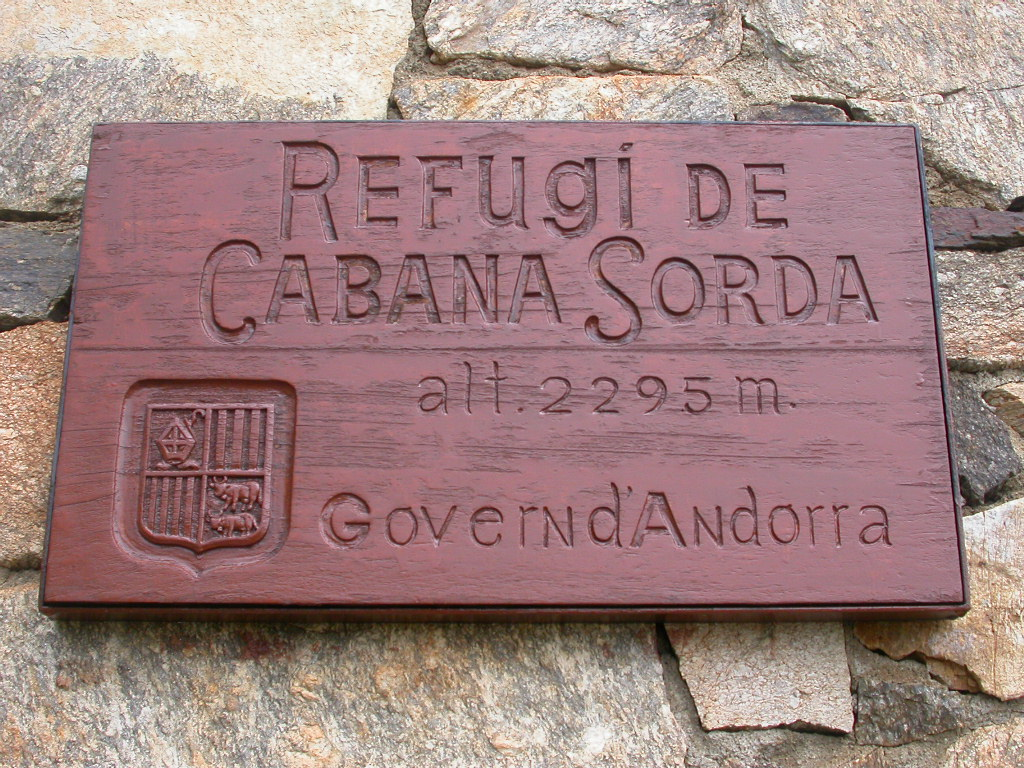
Plaque sur le refuge.
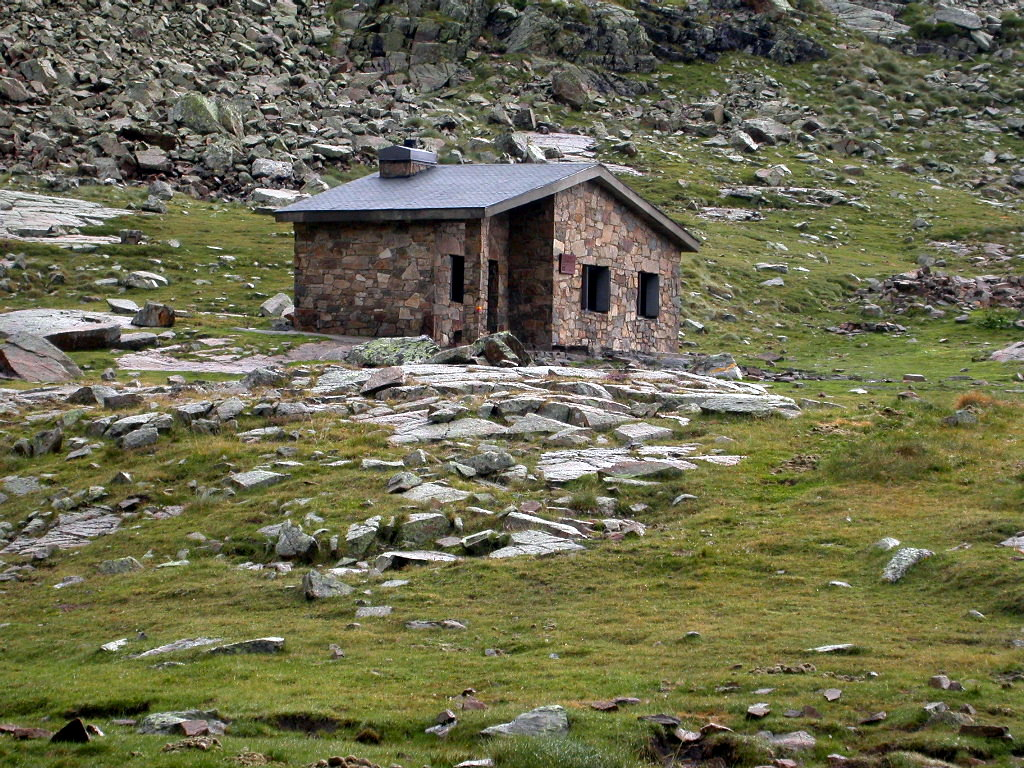
Vue d'ensemble.
Carte des principaux chemins de randonnée et refuges d'Andorre.